# Musée de Kisumu
Le musée de Kisumu a été créé en 1980. Il dispose d'une série de pavillons et présente des collections basées sur la région entourant le golfe de Winam. En 2011, il a reçu la certification ISO 9001:2008.

## Collections

### Zoologie
Certains des pavillons abritent des animaux vivants et le plus célèbre d'entre eux est une tortue géante présentée comme âgée d'environ 300 ans et qui fut importée des Seychelles en 1930. Un autre contient des aquariums avec une grande variété de poissons du lac Victoria et posters explicatifs. Un autre enferme des terrariums avec des mambas, des cobras et autres serpents venimeux. Il existe, en outre, une fosse à serpents et une autre avec des crocodiles.

Une exposition d'animaux, d'oiseaux et de poissons empaillés est aussi visible. Parmi ceux-ci une perche du Nil qui pesait 184 k lors de sa capture.

### Ethnographie
D'autres pavillons exposent des armes, des bijoux, des outils agricoles et autres objets artisanaux réalisés par les différents peuples de la province de Nyanza.
Un pavillon abrite de l'artéfact archéologique façonné par des Luo ainsi que de l'art rupestre qui a été retiré, pour sa propre protection, vers le musée après qu'il a été dégradé par des graffitis sur son emplacement d'origine.
La présentation permanente la plus importante se nomme Ber gi dala (en luo, littéralement « c'est bon pour le domicile familial », autrement dit, « home sweet home ») et est parrainée par l'UNESCO. Il s'agit de la reconstitution à échelle réelle d'une maison traditionnelle luo. Elle se compose de la maison, des greniers et de l'enclos pour bétail d'un imaginaire ja Luo (« homme Luo ») ainsi que les parties réservées à chacune de ses trois épouses et de son fils ainé.
Grâce à des explications écrites et sonores en swahili et en anglais, l'exposition explique aussi bien les origines du peuple luo que leur migration de Nubie vers les pourtours nord, est et sud du lac Victoria, que le processus de création et d'évolution d'une maison ancestrale ou que l'emploi des plantes médicinales.

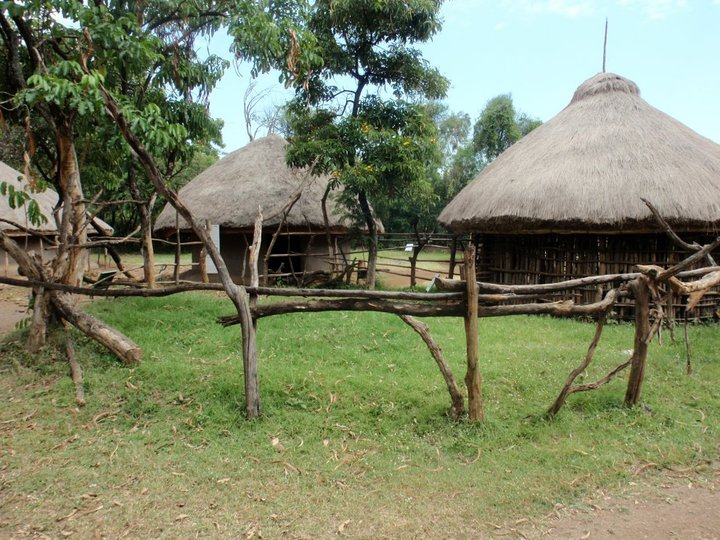
L'enclos du petit bétail et derrière, à droite, le fenil.
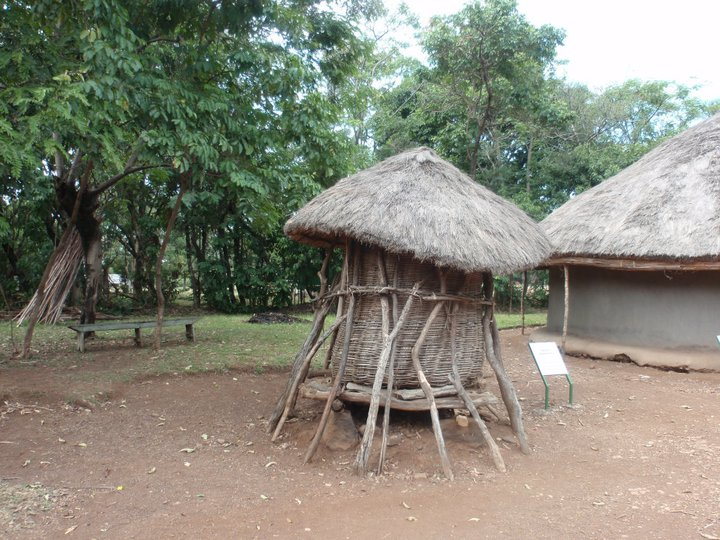
Le grenier à grains.
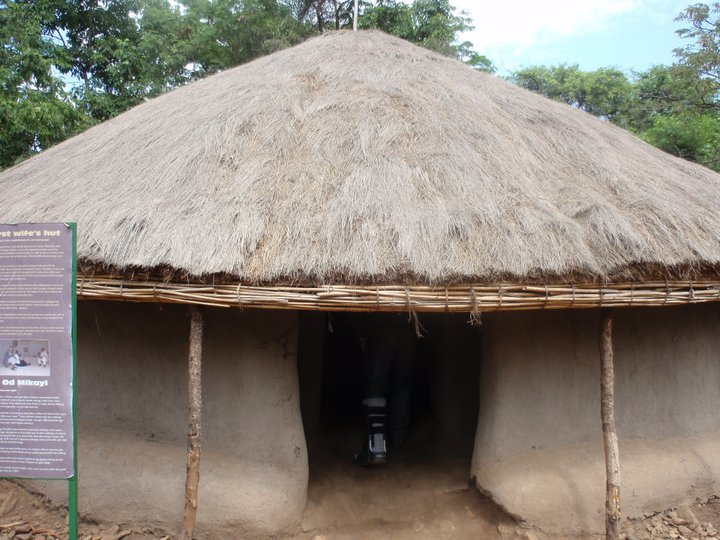
La hutte de la première épouse avec son porche.
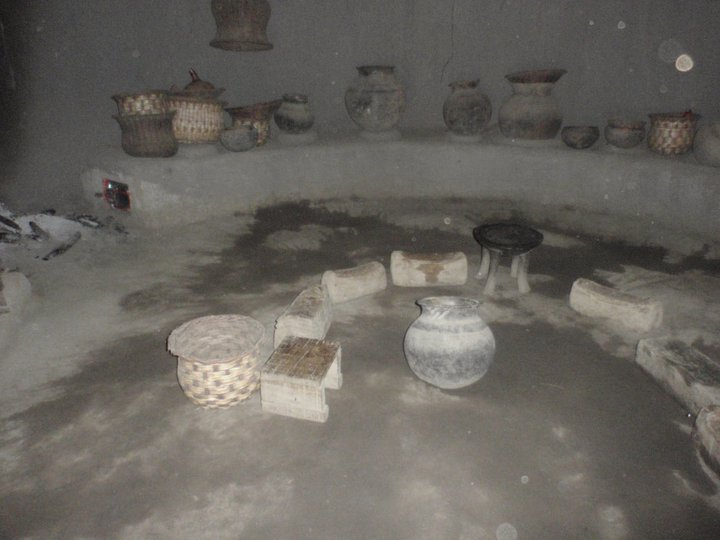
Intérieur de la hutte de la première épouse.
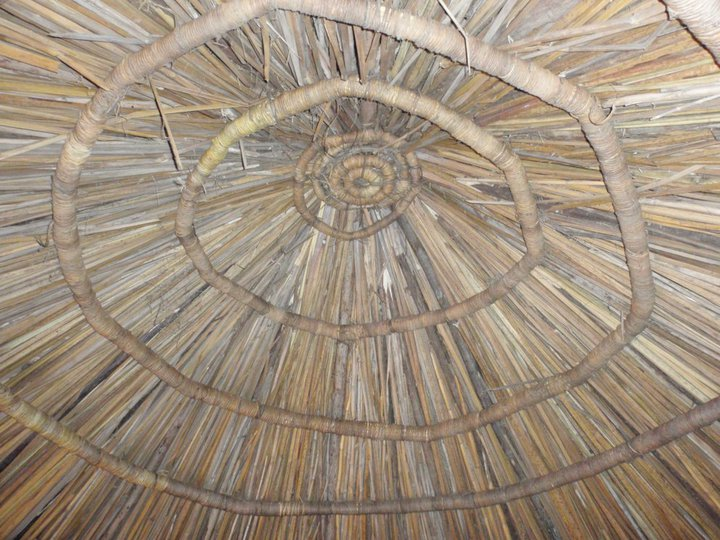
Détail d'un toit dans une hutte.
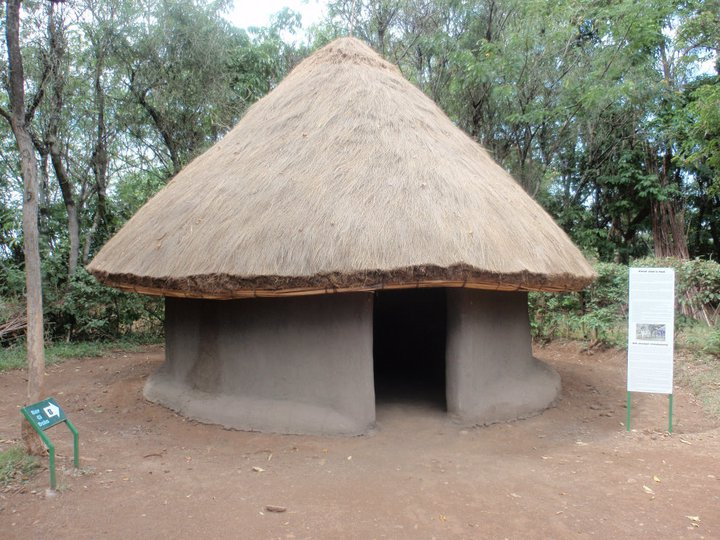
La hutte des adolescents de sexe masculin.

### Autres activités
Des séminaires et expositions temporaires, tant régionaux qu'internationaux, sont régulièrement organisés.

### Autres sites et monuments historiques
Le musée gère d'autres sites et monuments nationaux :
- Fort Ternan ;
- Songhor ;
- Thimlich Ohinga ;
- sites paléontologiques de l'île de Rusinga.